# James F. Kasting
James Fraser Kasting (* 2. Januar 1953 in Schenectady) ist ein Geowissenschaftler an der Pennsylvania State University. 
Kasting studierte an der Harvard University mit dem Bachelor-Abschluss 1975 und der University of Michigan mit dem Master-Abschluss in Physik und Atmosphärenwissenschaft 1978 und der Promotion 1979 im Bereich Atmosphärenwissenschaften. Als Post-Doktorand war er am National Center for Atmospheric Research und ab 1981 am Ames Research Center der NASA, an dem er ab 1983 fest angestellt forschte. Er ist Distinguished Professor an der Fakultät für Geowissenschaften der Pennsylvania State University.
Kasting hat sich insbesondere mit der Entwicklungsgeschichte der Erde und ihrer Atmosphäre beschäftigt und dies auch zur Betrachtung der Wahrscheinlichkeit von Leben in anderen Sonnensystemen genutzt. Insbesondere seine 1993 erschienene Studie zur Habitablen Zone gilt als Meilenstein in dem Forschungsbereich.
Kasting ist ebenso Mitglied verschiedener wissenschaftlicher Gesellschaften, so der American Academy of Arts and Sciences, der American Association for the Advancement of Science, der National Academy of Sciences und der Geochemical Society Für 2016 wurde ihm der NAS Award in Early Earth and Life Sciences zugesprochen.
Er ist verheiratet und hat drei Kinder.